# Samir Bechouel
Samir Bechouel (arabe : سمير بشوال), né en 1968 à Bizerte, est un homme politique tunisien. Il est notamment secrétaire d'État au Commerce intérieur dans le gouvernement de Youssef Chahed, de novembre 2018 à février 2020.

## Biographie

### Études et carrière professionnelle
Né en 1968, Samir Bechouel est originaire de la ville de Bizerte. Il est titulaire d'une maîtrise en sciences politiques ainsi que d'un master professionnel en stratégies d'entreprise.
Il commence sa carrière professionnelle en 1992 au ministère de l'Économie nationale, où il travaille au sein du corps du contrôle économique avant de rejoindre l'administration centrale au ministère du Commerce. Il est nommé membre de cabinet du ministre de l'époque, chargé du bureau de suivi de l'action gouvernementale durant la période 2004-2007. Il quitte ensuite son pays pour rejoindre l'unité technique de l'accord d'Agadir, à Amman en Jordanie, en tant que conseiller principal et directeur des études et de la formation, pendant la période allant de 2007 à 2015. De retour en Tunisie, il est nommé directeur général de l'Agence de promotion de l'industrie et de l'innovation (API) en octobre 2015, fonction qu'il exerce jusqu'en novembre 2018.

### Carrière politique
Le 5 novembre 2018, c'est à l'occasion d'un remaniement ministériel partiel que le chef du gouvernement Youssef Chahed le nomme secrétaire d'État au Commerce intérieur. Il devient ainsi le troisième directeur général de l'API à intégrer directement un gouvernement. Il occupe cette fonction jusqu'au 27 février 2020, date d'investiture du gouvernement d'Elyes Fakhfakh.
Il est membre du bureau politique de Machrouu Tounes, parti politique dirigé par Mohsen Marzouk.

### Vie privée
Il est marié et père de trois enfants.